# تپه فردیس قشلاق جیتو
تپه فردیس قشلاق جیتو مربوط به دوران پیش از تاریخ ایران باستان است و در شهرستان قرچک، بخش مرکزی، روستای قشلاق واقع شده در دو کیلومتری شمال شهرستان قرچک و در نزدیکی روستای فردیس و همجوار با کوره‌های آجرپزی، تپه‌ای هفت هزار ساله خودنمایی می‌کند که تاریخ تمدن عصر آهن را در خود جای داده است.
به گفته بسیاری از باستان شناسان و محققانی که در تپه فردیس فعالیت کرده‌اند، این منطقه یکی از قدیمی‌ترین آثار تاریخی است که تمدن بشری را در عصری نشان می‌دهد که انسان با درک صحیح از زندگی گروهی، به ساخت ابزارهای زندگی متمدن روی آورده است.
قدمت تپه فردیس را با تپه سیلک کاشان سنجیده‌اند و در اصل آثار کشف شده در این مکان تاریخی، هویتی جدید به دشت ورامین و حتی تهران بخشیده است.
در نخستین کاوش‌های صورت گرفته در سال ۱۳۸۳ آثاری از هزاره‌های چهارم، پنجم و ششم قبل از میلاد کشف شد، آثاری از جمله سفال‌های زیبا و متنوع که بسیاری از این آثار موزه‌های ایران و جهان خودنمایی می‌کند.
کاوش‌هایی که در این تپه صورت گرفت مشخص شده که تپه باستانی پردیس قرچک متعلق به هزاره‌های پنجم و ششم پیش از میلاد بوده که آثاری از تمدن عصر آهن در آن یافت شده است.
کشف کوره‌های متعدد تولید سفال و نیز پیدا شدن چرخ سفالگری با استوانه ای از شاخ حیوانات در تپه فردیس قرچک متعلق به دوره سیلک دو، هزاره پنجم پیش از میلاد جامعه باستان‌شناسی فلات مرکزی را با اسرار بسیاری از زندگی آن دوران روبرو کرد.
تپه باستانی پردیس از دو قسمت تپه مرکزی و گورستان عصر آهن تشکیل شده که این گورستان به هزاره قبل از میلاد تعلق دارد.
هرچند که در ابتدای اجرای عملیات کاوش در این تپه باستانی تصور می‌شد که این منطقه به یکی از مهم‌ترین آثار و جاذبه‌های گردشگری و تاریخی استان تهران و کشور تبدیل شود و در ابتدا نیز اقداماتی در حفاظت و حراست از آن صورت گرفت ولی در سال‌های اخیر توجه ویژه ای به آن صورت نگرفته و حضور گردشگران نوروزی می‌تواند رونق را بار دیگر به این منطقه بازگرداند.
تپه باستانی فردیس قرچک به شماره ۹۴۹۱ جزو آثار تاریخی کشور به ثبت رسیده است. این اثر در تاریخ ۱۴ مرداد ۱۳۸۲ با شمارهٔ ثبت ۹۴۹۱ به‌عنوان یکی از آثار ملی ایران به ثبت رسیده است.